# Carnelian Bay
Carnelian Bay es un lugar designado por el censo ubicado en el condado de Placer en el estado estadounidense de California. En el año 2010 tenía una población de 524 habitantes.

## Geografía
Carnelian Bay se encuentra ubicado en las coordenadas 39°13′37″N 120°4′54″O / 39.22694, -120.08167.